# 克萊納爾卡河

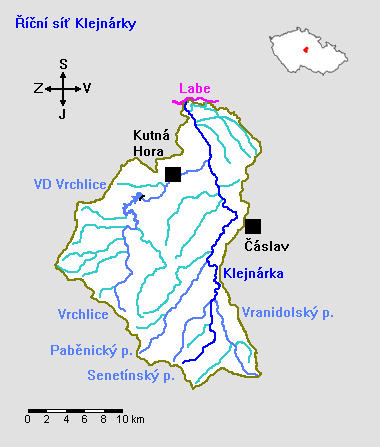

克萊納爾卡河是捷克的河流，位於該國中部，處於中波希米亞州，該河流屬於易北河的左支流，河道全長40公里，流域面積350平方公里。